# Seznam poljskih grafikov
Seznam poljskih grafikov.

## B
- Jan Berdyszak
- Mieczysław Berman

## C
- Daniel Chodowiecki
- Roman Cieślewicz

## F
- Wojciech Fangor

## J
- Wiktor Jędrzejec

## L
- Jan Lenica

## M
- Tomasz Moczek
- Józef Mroszczak

## O
- Antoni Oleszczyński

## R
- Kaja Renkas

## S
- Władysław Skoczylas

## T
- Henryk Tomaszewski

## W
- Jerzy Wróblewski (1941-1991), risar, karikaturist, stripovski avtor

## Z
- Wiktor Zin